# Ekspertski sistemi
Ekspertski sistemi (takođe, ekspertni sistemi) su inteligentni računarski programi kojima se emulira rešavanje problema na način na koji to čine eksperti i predstavljaju jednu od najznačajnijih oblasti istraživanja veštačke inteligencije. Ekspertski sistemi rešavaju realne probleme iz različitih oblasti, koji bi inače zahtevali ljudsku ekspertizu. Cilj je da uvek računarski program daje korektne odgovore, u datoj oblasti, ne lošije od eksperta, ali je to teško dostižno. Zato se postavlja manje ambiciozan cilj, traži se da sistem pruži pomoć u odlučivanju. 
Ekspertski sistemi su dizajnirani da rešavaju složene probleme rasuđivanjem kroz korpus znanja, predstavljenog uglavnom kao pravila oblika „ako-onda”, a ne kroz konvencionalni proceduralni kod. Prvi ekspertski sistemi su stvoreni tokom 1970-ih, a zatim su se proširili tokom 1980-ih. Ekspertski sistemi su bili među prvim zaista uspešnim oblicima softvera za veštačku inteligenciju (AI). Ekspertni sistem je podeljen na dva podsistema: mehanizam zaključivanja i bazu znanja. Baza znanja predstavlja činjenice i pravila. Mehanizam zaključivanja primenjuje pravila na poznate činjenice da bi zaključio nove činjenice. Mehanizmi zaključivanja takođe mogu uključiti mogućnosti objašnjenja i otklanjanja grešaka.

## Istorija

### Rani razvoj
Ubrzo nakon pojave modernih računara u kasnim 1940-im i ranim 1950-im, istraživači su počeli da shvataju ogroman potencijal koji su ove mašine imale za savremeno društvo. Jedan od prvih izazova bio je da se takve mašine učine sposobnim da „razmišljaju“ kao ljudi – posebno, da ove mašine budu sposobne da donose važne odluke na način na koji to ljudi čine. Oblast medicine/zdravstva predstavljala je tegoban izazov za omogućavanje ovim mašinama da donose medicinske dijagnostičke odluke.
Tako su tokom kasnih 1950-ih, odmah nakon što je informaciono doba u potpunosti nastupilo, istraživači počeli da eksperimentišu sa mogućnošću korišćenja kompjuterske tehnologije za oponašanje ljudskog donošenja odluka. Na primer, biomedicinski istraživači su počeli da stvaraju kompjuterski potpomognute sisteme za dijagnostičke primene u medicini i biologiji. Ovi rani dijagnostički sistemi su koristili simptome pacijenata i rezultate laboratorijskih testova kao ulazne podatke za generisanje dijagnostičkog ishoda. Ovi sistemi su često opisivani kao rani oblici ekspertskih sistema. Međutim, istraživači su shvatili da postoje značajna ograničenja kada se koriste tradicionalne metode kao što su dijagrami toka, statističko podudaranje obrazaca ili teorija verovatnoće.

### Formalni uvod i kasniji razvoj
Ova prethodna situacija je postepeno dovela do razvoja ekspertnih sistema, koji su koristili pristupe zasnovane na znanju. Ti ekspertni sistemi u medicini bili su ekspertni sistem MYCIN, ekspertski sistem Internist-I i kasnije, sredinom 1980-ih, CADUCEUS.
Ekspertski sistemi su formalno uvedeni oko 1965. godine od strane Stenfordskog projekta heurističkog programiranja koji je vodio Edvard Fajgenbaum, koji se ponekad naziva „ocem ekspertskih sistema“; drugi ključni rani saradnici bili su Brus Bjukenen i Rendal Dejvis. Istraživači sa Stanforda pokušali su da identifikuju domene u kojima je stručnost visoko cenjena i složena, kao što je dijagnostika zaraznih bolesti (Micin) i identifikacija nepoznatih organskih molekula (Dendral). Ideja da „inteligentni sistemi crpe svoju moć iz znanja koje poseduju, a ne iz specifičnih formalizama i šema zaključivanja koje koriste“ – kako je rekao Fajgenbaum – bila je u to vreme značajan korak napred, pošto su ranija istraživanja bila fokusirana o heurističkim računarskim metodama, što je kulminiralo u pokušajima da se razviju rešavači problema opšte namene (pre svega zajednički rad Alena Njuela i Herberta Sajmona). Ekspertski sistemi su postali neki od prvih zaista uspešnih oblika softvera veštačke inteligencije (AI).

## Ekspert i ekspertni sistemi
Ekspert je stručnjak u nekoj oblasti koji poseduje i efikasno koristi određeno znanje, razumevanje problema i zadataka, veštine i iskustva. 
Eksperti poseduju i sposobnost da u konkretnom problemu koji rešavaju prepoznaju tipski zadatak. Poseduju i neke lične osobine poput snalažljivosti, što čini heurističko znanje. Na osnovu ovog znanja mogu da prepoznaju najbrži način dolaska do rešenja, kao i ispravan pristup u rešavanju problema, čak i ako su podaci nekompletni. 
Ekspertni sistemi iz pojedinih oblasti se povezuju čineći na taj način bazu znanja šire namene, koja je veliki potencijal za pomoć u odlučivanju. 
Pomoć u odlučivanju je neophodna zbog:
- velikog broja informacija, koje treba obraditi i
- zahteva da se odluke donose u realnom vremenu.

## Primena
Razlog za primenu ekspertskih sistema je težnja da znanje, iz raznih specifičnih oblasti ljudske delatnosti, postane dostupnije kroz primenu računarskih programa. Omogućeno je da u svakom trenutku zaključivanja bude na raspolaganju celokupno znanje iz određene oblasti. Zahvaljujući velikoj brzini računara iz tog znanja za kratko vreme je moguće izvući zaključke.
Razlike između konvencionalnog programa i ekspertnog sistema se sastoje u tome što, ekspertski sistem ima sposobnost zaključivanja i objašnjavanja, može da objasni svoje akcije, opravda svoje zaključke i obezbedi korisniku informacije o znanju koje poseduje.
Čovek ne može potpuno biti zamenjen, naročito u pogledu kreativnosti i korišćenja opšteg znanja. Prednost ekspertskih sistema nad ljudima je što se ljudsko znanje vremenom gubi naročito ako se često ne koristi. 
Ekspertski sistemi omogućavaju korisnicima da odgovore na specifična ili hipotetička pitanja koja eventualno rezultuju dobijanjem specifičnih, relevantnih informacija. Na višem nivou mogu planirati budžete nacija, simulirati ratne situacije, anticipirati promene u prirodnom okruženju i slično, kao "asistenti" ljudskim ekspertima.

## Komponente ekspertskog sistema
Ekspertski sistemi imaju tri komponente: 
- baza znanja
- mehanizam izvođenja
- upravljački mehanizam

Postupak prikupljanja znanje počinje tako što inženjer znanja nastoji da od eksperta dobije heurističko znanje, da ga kodira i unese u ekspertski sistem. 
Korisnik sa ekspertskim sistemom komunicira preko terminala. 
Osnovni elementi ekspertskog sistema pored baze znanja, mehanizam zaključivanja, su i radna memorija i interfejs prema korisniku, kao i pomoćni moduli: podsistemi za prikupljanje znanja, posebni interfejsi, sistem za objašnjenja. 
Baza znanja je specijalizovana i jedinstvena za konkretni sistem koji sadrži znanje eksperata iz određene oblasti a koje je uneto putem sistema za prikupljanje znanja i ne menja se tokom vremena. 
Radna memorija sadrži trenutne podatke o problemu koji se rešava. Oni su promenljivi i odražavaju trenutno stanje u procesu rešavanja. Mehanizam zaključivanja na osnovu tih promenljivih podataka i fiksnog znanja iz baze znanja rešava problem. Preko interfejsa prema korisniku odvija se komunikacija.

## Učesnici u razvoju ekspertnih sistema
Učesnici u razvoju ES su:
- ekspert (osoba koja poseduje znanje, veštinu i iskustvo na osnovu kojih rešava probleme iz određenog domena bolje i efikasnije od drugih ljudi)

- inženjer znanja (koji dizajnira, implementira i testira ekspertski sistem, zna koji je softverski alat pogodan za rešavanje problema koji definiše, intervjuiše eksperta, identifikuje koncepte, organizuje i formalizuje znanje koje se predstavlja, identifikuje metode, vrši izbor softverskog okruženja za razvoj, implementira, testira i revidira, instalira i održava ekspertski sistem).

- krajnji korisnik (koji radi sa ekspertskim sistemom, unosi ulazne podatke i činjenice zahteva objašnjenja, definiše zahteve vezane za korisnički interfejs).

## Ekspertni sistemi i konvencionalni programi
Konvencionalni programi se uglavnom upotrebljavaju za obradu velikih količina podataka numeričkog tipa, koja se vrši prema unapred definisanim algoritmima. 
Ekspertski sistemi manipulišu simboličkim podacima i ne rade po unapred zadatim algoritmima. Problemi koje rešavaju su slabo strukturirani i ne podležu matematičkom modeliranju i formalizmu. 
Razlike između konvencionalnih programa i ekspertskih sistema su u tome što 
- ekspertski sistemi koriste heuristiku,
- predstavljaju i koriste znanja umesto podataka,
- umesto cikličkih procesa koriste se procesi zaključivanja,
- znanje i metode znanja nisu pomešani već se koristi odvojeni model,
- znanje je organizovano u obliku podataka,
- sadrže bazu znanja
- novo znanje se dodaje bez reprogramiranja.

Istorijat razvoja ekspertnih sistema 
- - prvi pokušaj razdvajanja znanja od načina rešavanja problema
- - analiza spektrograma mase; korišćenje heurističkog znanja
- -medicinska dijagnostika; korišćenje faktora izvesnosti
- - analiza prisustva minerala u zemljištu.

## Literatura
- "Ekspertni sistemi za rad u realnom vremenu", Devedžić Vladan, Institut "Mihajlo Pupin", 1994.
- "Rečnik socijalnog rada" Ivan Vidanović
- Luger, George; Stubblefield, William (2004). Artificial Intelligence: Structures and Strategies for Complex Problem Solving (5th изд.). Benjamin/Cummings. ISBN 978-0-8053-4780-7. Приступљено 17. 12. 2019.
- Nilsson, Nils (1998). Artificial Intelligence: A New Synthesis. Morgan Kaufmann. ISBN 978-1-55860-467-4. Приступљено 18. 11. 2019.

## Spoljašnje veze
- Artificial Intelligence na veb-sajtu  (језик: енглески)
- Expert System tutorial on Code Project Архивирано на веб-сајту  (30. новембар 2011)